# Kabalega
El MV Kabalega  es un transbordador del lago Victoria operado por Uganda Railways Corporation.

## Hundimiento
En las primeras horas del 8 de mayo de 2005, el Kaawa se dirigía a Mwanza en Tanzania cuando se vio involucrado en una colisión con el MV Kabalega, que se dirigía a Port Bell en Uganda. El Kaawa dañó su proa y el Kabalega sufrió daños por debajo de la línea de flotación. El Kaawa logró regresar a puerto, pero unas horas después de la colisión, el Kabalega se hundió a unas 8 millas náuticas (15 km) al sureste de las islas Ssese.
Una comisión de investigación atribuyó la colisión a una tripulación mal entrenada en los puentes de ambos transbordadores y a la falta de equipo de comunicación. También señaló que ambos transbordadores habían estado involucrados en colisiones anteriores, un informe de incidente anterior se había publicado una década antes, pero sus recomendaciones no se habían implementado. El informe también destacó la ausencia de una unidad de búsqueda y rescate que podría haber llegado al transbordador que se hundía con la suficiente rapidez.